# Timothée Pembélé
Timothée Pembélé, né le 9 septembre 2002 à Beaumont-sur-Oise, est un footballeur français qui évolue au poste de défenseur central et de latéral droit au Sunderland AFC.

## Biographie

### Carrière en club

#### Début de carrière avec le Paris Saint-Germain
Timothée Pembélé naît le 9 septembre 2002 à Beaumont-sur-Oise, dans le département du Val-d'Oise, dans une famille originaire de République démocratique du Congo. Timothée Pembélé commence le football à l'âge de 7 ans à l'US Persan, où il restera sept ans avant de rejoindre le centre de formation du Paris Saint-Germain en 2015. Le 4 juillet 2018, à l'âge de 15 ans, il y signe son premier contrat professionnel, le liant au PSG jusqu'au 30 juin 2021.
Le 28 novembre 2020, il fait des débuts prometteurs en Ligue 1 contre Bordeaux, titularisé en défense centrale au côté de Presnel Kimpembe (2-2). Malgré un but contre son camp à la dixième minute du match, il fait notamment bon usage de sa vitesse et de sa vision en défense, récupérant le ballon à plusieurs reprises et aide son équipe à avancer en attaque avec plusieurs passes verticales réussies ainsi qu'une percée de 40 mètres avec le ballon, menant à un corner pour le PSG.
Le 4 décembre 2020, Timothée Pembélé prolonge son contrat avec le PSG jusqu'en 2024. Cinq jours après, il fait ses débuts en Ligue des champions, remplaçant Alessandro Florenzi au poste d'arrière droit à la 80e minute du match contre le Başakşehir — une victoire 5-1 qui permet au PSG de prendre la première place de son groupe.
Le 23 décembre 2020, Timothée Pembélé marque son 1er but professionnel contre le RC Strasbourg victoire 4-0 au Parc des Princes.

#### Prêt aux Girondins de Bordeaux
Le 11 août 2021, il est prêté pour une saison aux Girondins de Bordeaux. Quatre jours plus tard, lors d'un déplacement à Marseille, il remplace Mexer à la mi-temps et inscrit son premier but sous ses nouvelles couleurs six minutes plus tard. Il inscrit également deux buts en Coupe de France face aux amateurs de l'AS M'Zouasia. Titulaire tout au long de la saison, il se blesse grièvement en avril lors d'une rencontre face au FC Metz, où il subit une rupture des ligaments croisés. Son club termine finalement dernier du championnat et descend en Ligue 2.

#### Retour au Paris Saint-Germain et départ vers Sunderland
De retour de prêt au PSG depuis Bordeaux, Pembélé se remet officiellement de sa blessure en janvier 2023 et retrouve les terrains en Coupe de France face à l'US Pays de Cassel. Toutefois, il est très peu utilisé par son entraîneur, Christophe Galtier, et ne dispute que cinq rencontres de championnat jusqu'à la fin de la saison.
Le 1er septembre 2023, il signe un contrat de cinq ans avec le Sunderland AFC, club de Championship. Il se blesse à nouveau au genou et est indisponible jusqu'en décembre. Sa saison est à nouveau compliquée, le joueur n'apparaissant qu'à huit reprises en championnat.

#### Prêt au Havre AC
Le 30 août 2024, il est prêté pour une saison au Havre AC.

### Carrière en sélection
Pembélé participe au championnat d'Europe des moins de 17 ans 2019 avec l'équipe de France. Lors de cette compétition organisée en Irlande, il joue cinq matchs. Il délivre une passe décisive en phase de poule contre la Suède. La France s'incline en demi-finale face à l'Italie.
En octobre et novembre 2019, il est sélectionné pour la Coupe du monde des moins de 17 ans au Brésil. Les Bleuets écrasent l'Espagne en quart de finale (6-1) mais sont battus par le Brésil — les futurs vainqueurs de la compétition — en demi-finale. La France finit troisième en battant les Pays-Bas lors de la petite finale. Pembélé se met en évidence en inscrivant deux buts lord de ce mondial, tout d'abord en phase de poule contre la Corée du Sud, puis en quart face à l'Espagne. Il délivre également une passe décisive en demi contre le Brésil. Pembélé figure dans l'équipe-type de la compétition du magazine France Football, au poste d'arrière gauche, bien qu'il ait terminé la compétition de l'autre côté de la défense.
Le 2 juillet 2021, il est retenu dans la liste des vingt-un joueurs français sélectionnés par Sylvain Ripoll pour disputer les Jeux olympiques d'été de 2020 qui se déroulent à l'été 2021 au Japon. Il joue son premier match en équipe de France olympique le 16 juillet, remplaçant Clément Michelin à la 69e minute d'un match amical contre la Corée du Sud : alors qu'ils sont menés 1-0 à son entrée, les Français remportent finalement la rencontre 2-1.

## Statistiques
| Saison                | Club                         | Championnat           | Championnat | Championnat | Championnat | Coupe(s) nationale(s) | Coupe(s) nationale(s) | Coupe(s) nationale(s) | Compétition(s) continentale(s) | Compétition(s) continentale(s) | Compétition(s) continentale(s) | Compétition(s) continentale(s) | Total | Total | Total |
| Saison                | Club                         | Division              | M.          | B.          | P.d.        | M.                    | B.                    | P.d.                  | Comp.                          | M.                             | B.                             | P.d.                           | M.    | B.    | P.d.  |
| 2020-2021             | Paris Saint-Germain          | Ligue 1               | 6           | 1           | 0           | 2                     | 0                     | 0                     | C1                             | 1                              | 0                              | 0                              | 9     | 1     | 0     |
| 2022-2023             | Paris Saint-Germain          | Ligue 1               | 5           | 0           | 1           | 1                     | 0                     | 0                     | C1                             | -                              | -                              | -                              | 6     | 0     | 1     |
| Sous-total            | Sous-total                   | Sous-total            | 11          | 1           | 1           | 3                     | 0                     | 0                     | -                              | 1                              | 0                              | 0                              | 15    | 1     | 1     |
| 2021-2022             | Girondins de Bordeaux (prêt) | Ligue 1               | 26          | 1           | 1           | 2                     | 2                     | 0                     | -                              | -                              | -                              | -                              | 28    | 3     | 1     |
| 2023-2024             | Sunderland AFC               | Championship          | 8           | 0           | 0           | -                     | -                     | -                     | -                              | -                              | -                              | -                              | 8     | 0     | 0     |
| 2024-2025             | Le Havre AC (prêt)           | Ligue 1               | 20          | 1           | 0           | 1                     | 0                     | 0                     | -                              | -                              | -                              | -                              | 21    | 1     | 0     |
| Total sur la carrière | Total sur la carrière        | Total sur la carrière | 65          | 3           | 2           | 6                     | 2                     | 0                     | -                              | 1                              | 0                              | 0                              | 72    | 5     | 2     |

## Palmarès
| Paris Saint-Germain (3) | France -17 ans                                |
| --- | --------------------------------------------- |
| - Championnat de France : - Champion : 2023. - Vice-champion en 2021 - Coupe de France : - Vainqueur en 2021 - Trophée des Champions : - Vainqueur en 2020 | - Coupe du monde -17 ans : - 3e place : 2019. |